# Ios
|  | No s'ha de confondre amb iOS, el sistema operatiu d'Apple. |

Ios (en grec: Ίος) és una illa grega que pertany al grup de les Cíclades. Té una població d'uns 2.000 habitants i una superfície de 109 km², i es troba entre Naxos i Santorí. No disposa d'aeroport, però està ben connectada amb el Pireu mitjançant els ferris de diverses companyies. És famosa gràcies al seu ambient jove i festiu, amb nombroses discoteques i bars. Antigament, era coneguda perquè es deia que hi havia mort el poeta Homer.
La capital de l'illa, anomenada també Ios o bé Khora (Χώρα, 'capital'), es troba dalt del port, a la part occidental de l'illa. El castell venecià, construït el segle xv, s'alça a la part alta de la localitat, al costat de les ruïnes de la ciutat antiga, les troballes de la qual es poden contemplar al petit museu arqueològic de l'illa. En un turó al centre-sud de l'illa hi ha el monestir de Sant Joan. La muntanya més alta és el Pirgos, amb 713 metres, al centre de l'illa.

## Història
A l'antiguitat, Ios constituïa una polis, el centre urbà de la qual coincideix amb la capital actual. Era una illa de població jònica. Fou membre de la Lliga de Delos i, en conseqüència, aliada d'Atenes, per bé que va romandre independent fins a l'expansió de Macedònia al segle iv aC.
Juntament amb la resta de Grècia, al segle ii aC s'incorporà a la República Romana, i posteriorment formà part de l'Imperi i, finalment, de l'Imperi Romà d'Orient. Després de la Quarta Croada, va passar a formar part del ducat de Naxos vers el 1208, i el 1523 va passar als otomans. El 1821 es va incorporar a la Revolució Grega, i el 1832 fou reconeguda com a part integrant del nou estat grec.